# Manuel Rodríguez López
Manuel Oreste Rodríguez López (nascut a Paradela, Lugo, l'11 de desembre de 1934 i mort a Lugo el 13 de febrer de 1990) va ser un poeta, cronista i traductor gallec.

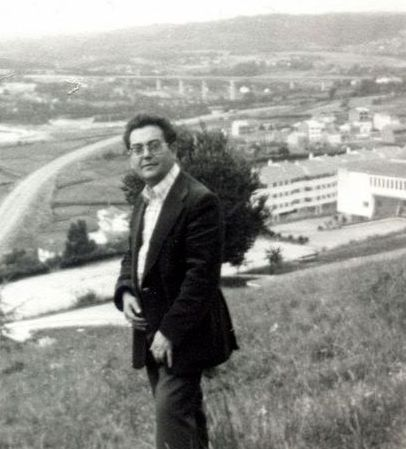
Manuel Rodriguez Lopez al parc de Rosalia de Castro de Lugo.

## Biografia
Manuel Rodríguez López va ser un emigrant gallec que va residir a Barcelona des dels sis anys. El 1987 va retornar a Lugo. Va fer estudis d'Humanitats i Filosofia al Seminari Diocesà de Barcelona des de 1946 fins a 1952. Posteriorment va estudiar Comptabilitat i Legislació Laboral. Va treballar com a cap administratiu del departament de personal en una indústria siderometal·lúrgica (OSSA). Casat amb Irene López Gómez (natural d'O Páramo), i pare de dos fills.
Al llarg de la seva vida va demostrar una gran preocupació per la cultura i per Galícia, tant durant la seva llarga emigració en terres catalanes, on va arribar a ser cronista de tots els actes referits a Galícia celebrats a Catalunya, com unha cop establert a Lugo.
Manuel Rodríguez López va ser premiat en nombrosos concursos literaris. Destaquen els primers premis de poesia Meigas e Trasgos de Sarria en els anys 1976 i 1980, el Premi Xosé M. Chao Ledo al III Certamen Literari de Vilalba, el 1977, i el primer premi del Certamen Literari de Begonte el 1985.
En prosa, va aconseguir el primer premi Nós de Barcelona el 1980. A Sarria, van merèixer el premi Meigas e Trasgos dos contes seus el 1977 i el 1986. A Barakaldo va guanyar un premi el 1978. El 1985 i 1987 va quedar finalista en la secció de Reportatge dels Premis Galícia de Periodisme.

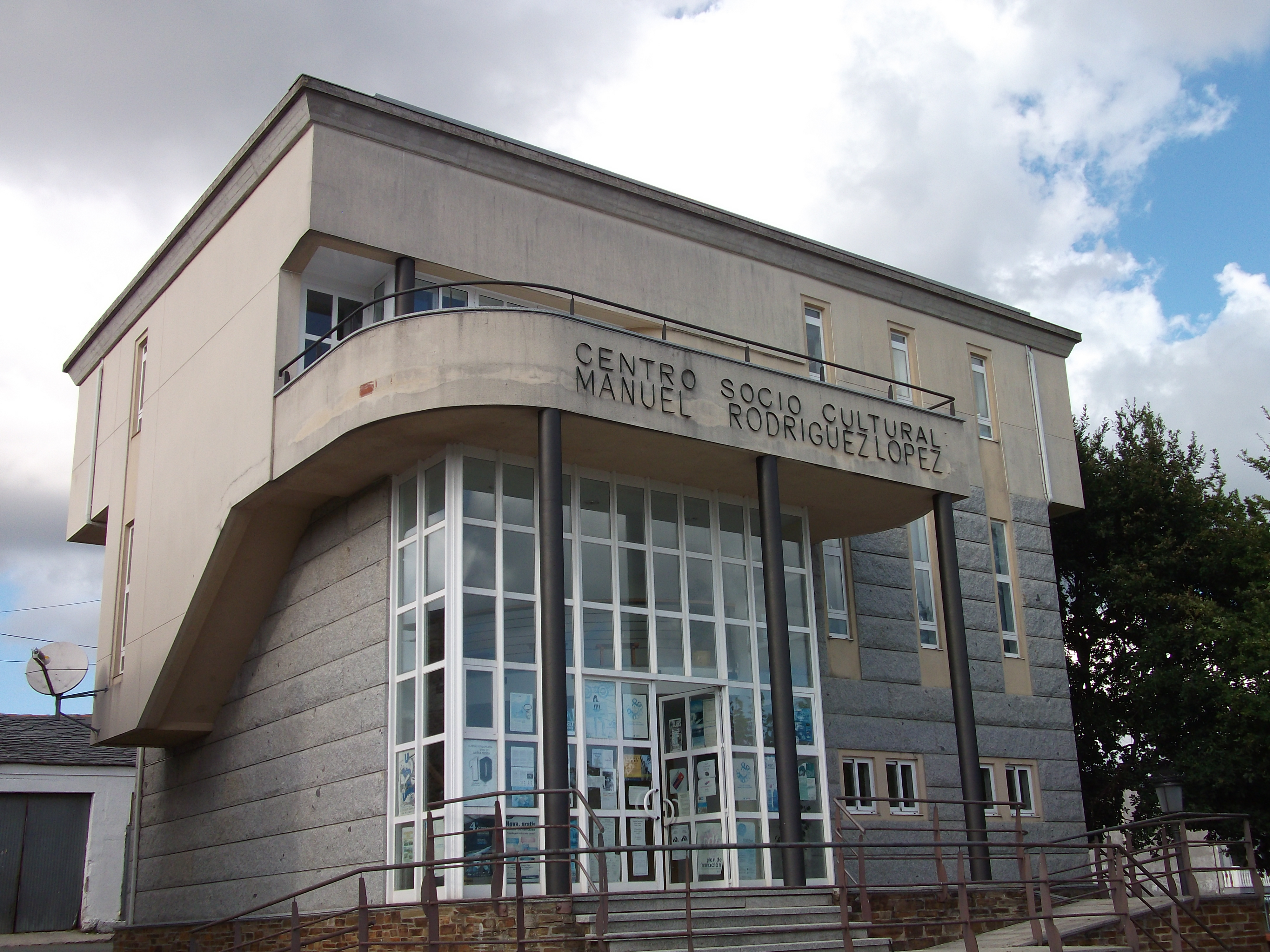
Centre Socio-Cultural Manuel Rodríguez López.

Diversos dels seus poemes van ser musicats i cantats per Suso Vaamonde, Xerardo Moscoso, Alfredo González i Mary C. Otero Rolle.
L'any de la seva mort (1990), va ser nomenat a títol pòstum "Fill Predilecte de l'Ajuntament de Paradela" i "Lucense de l'any 1989".

## Llegat
Manuel Rodríguez López va deixar un enorme llegat per a la Cultura de Galícia i pels gallecs emigrants de Barcelona. També va influir els emigrants gallecs al món. Això ho va fer amb el seu treball periodístic i els seus dos llibres "Galegos en Catalunya" I i II. Un altre llegat va ser el Concurs Literari dedicat a ell, el que ajuda financerament als autors que escriuen en gallec o espanyol.
Manuel Rodríguez López va ser un assidu col·laborador en mitjans de comunicació de Galícia, Catalunya i l'Argentina. Va ser corresponsal de Faro de Vigo i de El Ideal Gallego a la Ciutat Comtal, on signava com Manuel Oreste. Va col·laborar assíduament en El Progreso, La Voz de Galicia i Praza Maior (periòdic de l'Ajuntament de Lugo). Va ser cronista oficial del Centre Gallec de Barcelona, publicant nombrosos articles en les revistes Boletín, Treboada i  Alborada d'aquesta entitat. Va col·laborar en el Correo de Galicia i altres periòdics i revistes de Buenos Aires i va publicar diversos articles a les revistes gallegues Coordenadas i Dorna. Així mateix va ser col·laborador en Ràdio Nacional d'Espanya de la Corunya i Ràdio Popular de Lugo, centrant seves col·laboracions en temes d'història de Lugo, monumentalitat i viatges.

### Centre Socio-Cultural Manuel Oreste Rodríguez López
El 1990 es va inaugurar la Casa de la Cultura Paradela "Manuel Rodríguez López" i el 2001, el nou "Centre Socio-cultural Manuel Rodríguez López", on se celebra l'entrega dels premis literaris. El centre compta amb instal·lacions de biblioteques i conté un saló i ordinadors amb l'espai social que està a disposició de la comunitat. El Premi Literari Manuel Oreste Rodríguez López se celebren des de 1995, organitzat per l'ajuntament de Paradela. L'última edició (desè setè) es va dur a terme el 2012.

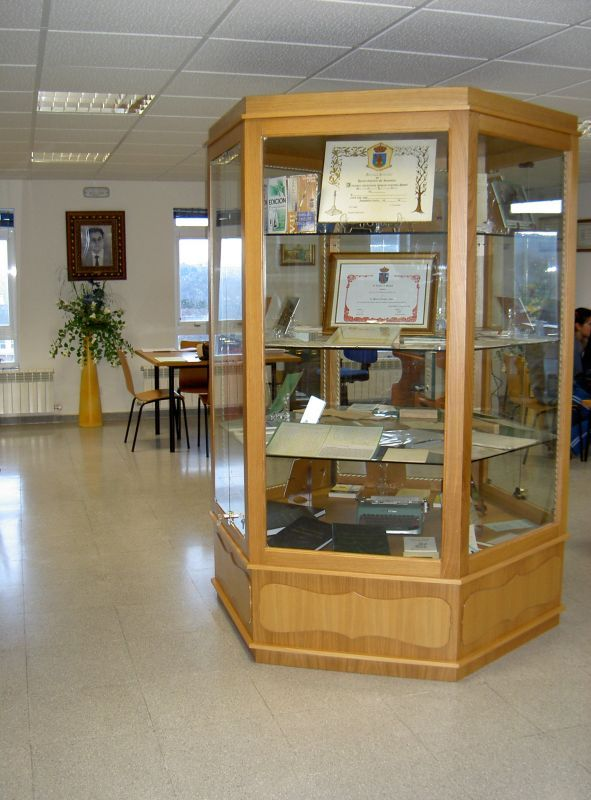
Biblioteca al Centre Socio-Cultural Manuel Rodríguez López

## Obres

### Poesia
- Poemas populares galegos (1968)
- Saudade no bulleiro (1970)
- Soldada mínima (1979)
- Onte e hoxe vivencial (1995)
- A Atlántida (1995), traducció al gallec del gran poema èpic català de Jacint Verdaguer.
- Manuel Rodríguez López. Poesía completa (2009)

### Prosa
- Reencontro coa aldea (1983)
- Galegos en Catalunya 1978-1982 (1983)
- Galegos en Catalunya-2 (1985)
- Viaxes con Ánxel Fole (1988)
- Festa da Virxe das Dores de Paradela 1989 (1989)
- Volta a España a pé (1990), traducció al gallec del llibre de Manolo Silva

### Col·laboracions en llibres col·lectius
- Homaxe ó Che (1970)
- A Nosa Terra (de "Libro de Oro", en el centenari del Ramón Cabanillas) (1976)
- Homenaxe multinacional a Castelao (1976)
- Galicia no ano 1979 (1979)
- José Mª Acuña (1983)
- Os escritores lucenses arredor de Fole (1986)
- Voces poéticas (1987)
- Paradela y su concello (1990)
- Aliad-Ultreia. Poesía. Pintura (1993)